# ساسكيا فان يولنبرج
ساسكيا فان يولنبرج (بالهولندية: Saskia van Uylenburgh. ولدت في 2 أغسطس 1612 وماتت في 14 يونيو 1642) هي زوجة الرسام الهولندي رامبرانت والتي ظهرت في عدد من أعماله.